# Meixner Ildikó
Meixner Ildikó (Szombathely, 1928. június 28. – Budapest, 2000. február 27.) magyar gyógypedagógus, pszichológus és pedagógiai szakpszichológus, Földes Ferenc- és Apáczai Csere János-díjas, a Magyar Köztársasági Ezüst Érdemkereszt kitüntetettje.
A diszlexia prevenciós és diszlexia-reedukációs terápia, és a diszlexiaprevenciós olvasástanítás bevezetése Magyarországon Meixner Ildikó tudományos és gyakorlati munkásságához kapcsolódik.

## Élete
1951-ben elvégezte a Gyógypedagógiai Tanárképző Főiskolát, majd ezt követően 1963-ban az ELTE pszichológia szakát. 1953-tól a Beszédjavító Intézetben dolgozott, ahol 1988-ig a Tanácsadó Bizottság vezetője volt, mint logopédus-pszichológus. 1960-tól gyakorló iskolai vezető tanárként dolgozott, közben a Gyógypedagógiai Szemle című folyóirat szerkesztő bizottságának a tagja volt. Logopediai pszichológiát tanított a Gyógypedagógiai Tanárképző Főiskolán. Tagja volt a Magyar Gyógypedagógusok Egyesületének, a Magyar Pszichológiai Társaságnak, a Magyar Fonetikai, Foniátriai és Logopédiai Társaságnak.
1958-tól kezdődően kezdte kidolgozni saját olvasástanítási módszerét. A diszlexiás gyerekek logopédiai kezelése során létrehozta a diszlexiás gyermekek reedukációjára és a diszlexia prevencióra alkalmas módszereket, szemléltető eszközöket és diagnosztikai eljárásokat. Több tankönyv szerzője és társszerzője volt.
A diszlexia definíciója a tudomány mai állása szerint - és még egy jó ideig - empirikus: Abból a tapasztalatból indul ki, hogy egyes, egyébként normál képességű gyermekek az anyanyelvi oktatás során olyan mértékben elmaradnak az olvasás-írás területén társaiktól, hogy az lényegesen nehezíti iskolai beilleszkedésüket, negatívan befolyásolja későbbi pályaválasztásukat, csökkenti esélyeiket a társadalmi érvényesülésben, és közülük egyesek mint funkcionális analfabéták élik le életüket.
1993-ban jelent meg a Játékház című ötkötetes olvasókönyv-sorozata, amelyet a normál 1. osztályokban, logopédiai első osztályokban, az enyhe fokban értelmi sérültek iskoláinak 1–2. osztályaiban és az ambulanter logopédiai ellátásban egyaránt sikerrel alkalmazott módszere alapján írt. Meixner Ildikó szerint a diszlexiások száma növekszik, arányuk 7–10%-ra tehető, ami megegyezik az európai becsült átlaggal

## A Meixner-módszer
Meixner Ildikó fejlesztési módszerének lényege, hogy az olvasási készség hiányainak pótlása és az olvasástanulás nem különül el a beszédfejlesztéstől, ezáltal segíti a gyermeket a betűk és a hangok összekapcsolásában. Az olvasástanítás szintetikus, a módszer szerint haladva a könnyen összetéveszthető betűket nagy időkülönbséggel tanítják, figyelve a ritmusérzék, a térbeli tájékozódás és a nyelvi készségek fejlesztésére is. Amennyiben a gyermek másodlagos tünetekkel küzd, akkor minden foglalkozás az önbizalom növelésével kezdődik. A Meixner-módszer szerint történő olvasás tanítás apró lépésekben halad előre, a módszer kezdetben betűket tanít, majd két betűből álló szótagot alkot, ezt követi a szótagok hosszának növekedése és a szószerkezetekben való gyakoroltatás. Így a tanuló gyermek eljut az egyszerű mondatok olvasásáig, aztán a bővített, végül az összetett mondatok gyakorlásáig és értelmezéséig.

## Művei
- Justné Kéry Hedvig - Meixner Ildikó: Az olvasástanítás pszichológiai alapjai, Akadémiai Kiadó, Budapest, 1967, ISBN
- Meixner Ildikó: Útmutató az olvasó- és feladatlapok használatához, Tankönyvkiadó, Budapest, 1978.
- Meixner Ildikó - Romankovics András - Romankovicsné Tóth Júlia: Hogyan tanítsunk az ábécés olvasókönyvből?, Tankönyvkiadó, Budapest, 1980, ISBN 9631749290
- Meixner Ildikó: Én is tudok olvasni. Olvasólapok dyslexiás gyermekek számára, Tankönyvkiadó, Budapest, 1983.
- Romankovics András - Romankovicsné Tóth Júlia - Meixner Ildikó: Olvasókönyv 1., Tankönyvkiadó, Budapest, 1988, ISBN 9631811158
- Vajda Imre - Romanovicsné Tóth Júlia - Meixner Ildikó: Zsánáv ábá te gináv. Olvasókönyv. Ábécés olvasókönyv az általános iskola I. osztálya számára Gyügyi Ödön illusztrációival, Nemzeti Tankönyvkiadó, Budapest, 1993.
- Meixner Ildikó: Játékház. Képes olvasókönyv az általános iskola 1. osztálya számára, Nemzeti Tankönyvkiadó, Budapest, 1993.
- Meixner Ildikó: Játékház. Feladatlapok I. a Képes olvasókönyv az általános iskola 1. osztálya számára, Nemzeti Tankönyvkiadó, Budapest, 1993.
- Meixner Ildikó: Játékház. Feladatlapok II. a Képes olvasókönyv az általános iskola 1. osztálya számára, Nemzeti Tankönyvkiadó, Budapest, 1993.
- Meixner Ildikó: A dyslexia prevenció, reedukáció módszere, Bárczi Gusztáv Gyógypedagógiai Főiskola, Budapest, 1993.
- Meixner Ildikó - Dr. Weiss Mária: Tanulási zavarok  - különös tekintettel a dyslexiára, Pharma Press, Budapest, 1996, ISBN 9638339098